# Offrande pascale
Pour les articles homonymes, voir Offrande et Pascale.
L’offrande pascale (hébreu : פסח peśaḥ « pâque » ou hébreu : זבח פסח zǝḇaḥ pēśaḥ « abattage pascal » dans le Pentateuque, hébreu : זבח פסח korban pessa'h « offrande pascale » dans les sources rabbiniques et ultérieures) est l’offrande d’un agneau ou d'un chevreau que les enfants d'Israël réalisent pour la première fois en Égypte, avant que ne frappe la dixième plaie, et qu'ils ont pour injonction de répéter dès lors chaque année, dans chaque foyer, à Pessah, au soir du 14 nissan, pour la consommer avant le matin du 15, avec des pains azymes et des herbes amères. 
Observé par l'ensemble des courants juifs, en Judée comme dans la diaspora juive, à l'ère du second Temple de Jérusalem, le soir de la pâque est remplacé par celui du séder de Pessa'h après sa destruction au Ier siècle, et n'est plus guère effectué que par les Samaritains. L'offrande pascale a par ailleurs été réinterprétée dans le christianisme comme l’agnus Dei.

## Dans les sources juives

### Dans la Bible hébraïque
La première pâque est réalisée le soir du quatorzième jour du mois de l’aviv ; quatre jours plus tôt, Dieu a prescrit à Moïse et à Aaron de prendre « un petit par foyer » ou de s'associer au voisin le plus proche si le ménage est trop peu nombreux. Il doit être « sans défaut, mâle, dans sa première année [et choisi] parmi les brebis ou les chèvres ». On l'immole au soir, on barbouille avec son sang les linteaux et fronteau de la demeure dans laquelle on le mange, et on consomme sa chair « rôtie au feu, accompagnée d’azymes et d’herbes amères […], la tête avec les jarrets et les entrailles. » Il est prescrit de n’en rien laisser jusqu’au matin, et de consommer la pâque en hâte, ceinture aux reins, bâton à la main et chaussures aux pieds car c’est en jour que les enfants d’Israël quitte l’Égypte. 
Cet agneau est appelé pessa'h (Pâque) pour YHWH car « le sang, dont seront teintes les maisons où vous habitez, vous servira de signe: je reconnaîtrai ce sang et je passerai au-dessus de vous (oufassa'hti aleikhem) ; le fléau n'aura pas prise sur vous lorsque je sévirai sur le pays d'Égypte » (Exode 12:1-13).

## Maïmonide
Pour Maïmonide un deuxième sacrifice pascal a été ordonné à l'intention de celui qui a été empêché d'offrir la première offrande pascale, afin qu'il sacrifie la deuxième.